# Lövånger och Burträsks tingslag
Lövånger och Burträsks tingslag var ett tingslag i mellersta Västerbotten. Tingslaget uppdelades 1795 i Burträsks tingslag och Lövångers tingslag.
Tingslaget hörde  till Västerbottens södra kontrakts domsaga.

## Socknar
Lövånger och Burträsks tingslag omfattade följande socknar: 
- Lövångers socken
- Burträsks socken